# Szűrőáramkörök topológiája
A szűrőáramkörök topológiája meghatározza az elektronikus szűrőáramköröket anélkül, hogy figyelembe venné a felhasznált komponensek tipusát, értékét. A topológia csak az alkatrészek elhelyezését határozza meg.
A szűrőtopológiák passzív és aktív típusokra oszthatók. A passzív topológiák kizárólag passzív összetevőkből állnak:
- ellenállások
- kondenzátorok
- tekercsek (induktorok)

Az aktív topológiák felhasználnak komponenseket is:
- tranzisztorok
- FET-ek
- elektroncsövek
- műveleti erősítők
- integrált áramkörök

amelyek tápellátást igényelnek. 
Továbbá a topológiák megvalósíthatók aszimmetrikus vagy szimmetrikus formában is.
Az olyan megvalósításokhoz, mint az elektronikus keverők és a sztereó hang, szükség lehet azonos áramkörök tömbjére.

## Passzív szűrőtopológiák

### Aszimmetrikus szűrőkapcsolások
| L          | L | T | T | Π | Π |
| ---------- | - | - | - | - | - |
|            |   |   |   |   |   |
| Létraszűrő |   |   |   |   |   |
|            |   |   |   |   |   |

### Szimmetrikus szűrőkapcsolások
| C                       | C   | H   | H   | Box | Box |
| ----------------------- | --- | --- | --- | --- | --- |
|                         |     |     |     |     |     |
| Szimmetrikus létraszűrő |     |     |     |     |     |
|                         |     |     |     |     |     |
| X-T                     | X-T | X-T | X-Π | X-Π | X-Π |
|                         |     |     |     |     |     |

## Aktív szűrőtopológiák[1]
Az aktív szűrőtopológiák passzív szűrőáramkörökre épülnek. A topológia itt a passzív szűrőt tartalmazza, valamint az erősítőelem(ek) elhelyezkedését. Az erősítőelem lehet
- a szűrő előtt
- a szűrő után
- a szűrő előtt és után

továbbá egy aktív szűrőkapcsolásban visszacsatolás is lehet, amely a szűrő valamely pontjára van csatlakoztatva.
Az aktív szűrőtopológiák megnevezése nem követ olyan logikát, mint a passzív szűrők topológiájának megnevezései. Aktív szűrők lehetnek pl. Sallen-Key szűrők, Biquad szűrő, stb...)